# Elio Castro
Elio Castro Guandarrama (San Juan Bautista Tuxtepec, 26 luglio 1988) è un calciatore messicano, centrocampista svincolato.

## Caratteristiche tecniche
È un centrocampista difensivo.

## Carriera
Cresciuto nel settore giovanile del Santos Laguna, fra il 2008 ed il 2009 ha militato nella squadra riserve in Liga de Ascenso giocando 17 partite. Il primo incontro nella massima serie messicana è datato 11 gennaio 2014, quando con il Club Tijuana ha sconfitto per 1-0 l'América.